# Velikopoljska kronika
Velikopoljska kronika (poljsko Kronika wielkopolska, latinsko Chronica Poloniae maioris) je srednjeveška kronika neznanega avtorja, ki opisuje domnevno zgodovino Velikopoljske od legendarnega začetka do leta 1273. Napisana je bila v latinskem jeziku  na koncu 13. ali na začetku 14. stoletja.

## Izvor in avtorstvo
Kronika je bila napisana z velikopoljskega stališča. Njen izvirni naslov ni znan. V eni od ohranjenih kronik je omenjena kot Chronicum Poloniae (Kronika Poljske), v drugi pa kot  Annalia vestuste gentic Polonorum vel Kronice (Letopis poljskega ljudstva ali Kronika)
Nekateri zgodovinarji, med njimi Brygida Kürbis, so trdili, da je prva izdaja dela nastala med letoma 1283 in 1296, njen avtor pa je bil kustos poznanjskega kapitlja Godzisław Baszko. Druga izdaja je bila dokončana med letoma 1377 in 1384, kar je delno podprto z vključitvijo gradiva, ki ga podpira Kronika Dzierzwe iz začetka 14. stoletja. Drugi, kot je Jan Dąbrowski, so trdili, da je celotno kroniko napisal Jan iz Czarnkówa v drugi polovici 14. stoletja.
Ohranjenih je devet rokopisov, vključno s kopijo  Velike kronike, ki vsebuje zbirko zgodovinskih virov, zbranih v Velikopoljski na koncu 14. stoletja.
Avtorjev namen je bil zapisati zgodovino vladarjev Poljske. Kronika zajema bajeslovne dogodke od prazgodovine do leta 1271/1272, v dveh dodatkih pa dogodke v letu 1273. Kronika je slogovno sestavljena iz dveh delov. Prvi del, ki sega do leta 1202, temelji na delu Chronica Polonorum Wincentyja Kadłubeka. Drugi del, napisan bolj v slogu analov, temelji na letnih zapisih kapitljev Gniezno in Poznanj. Drugi viri, ki jih je uporabil avtor, najverjetneje vključujejo izgubljene Annales Polonorum historiae (Letopisi poljske zgodovine), cerkvene arhive, Vita s. Stanislai (Življenje sv. Stanislava) in Vita maior (Življenje svetega Stanislava) Wincentyja iz Kielcz. Uvod v delo je preživel v dveh izdajah rokopisa. Eden od njiju je bil napisan leta 1295/1296 (v njem je kot aktualni vladar omenjen Przemysł II.). Drugi, obsežnejši, je najverjetneje nastal v 14. stoletju.
Kroniko je v poljski jezik prevedel Kazimierz Abgarowicz leta 1965.

## Namen
Kroniko lahko razumemo kot gesta ducum (dejanja vojvod), hvalnico, katere namen je bil  slaviti dejanja poljskih vojvod  in kraljev. Osrednji osebnosti dela sta Pjasta, velikopoljska vladarja Przemisl I. in Przemisl II. Przemisl I. je predstavljen kot ideal vladarja, ki združuje viteško hrabrost (sodeluje le v obrambnih vojnah) z verskimi vrednotami (krščanska ponižnost in predanost). Med drugimi idealnimi vladarji, predstavljenimi v kroniki, sta Boleslav II. Rogati (pred umorom svetega Stanislava) in Boleslav III. Krivousti.

## Vsebina
Med drugimi zgodbami, legendami in zgodovinskimi pripovedmi vsebuje Velikopoljska kronika prvo zabeleženo različico legende o Lehu, Čehu in Rusu ter poljsko različico zgodbe o Waldereju in Hildegythu (tudi Waltharius), priljubljene zgodbe srednjeveške Evrope, presajene na poljsko zemljo.